# کرکره غلتکی

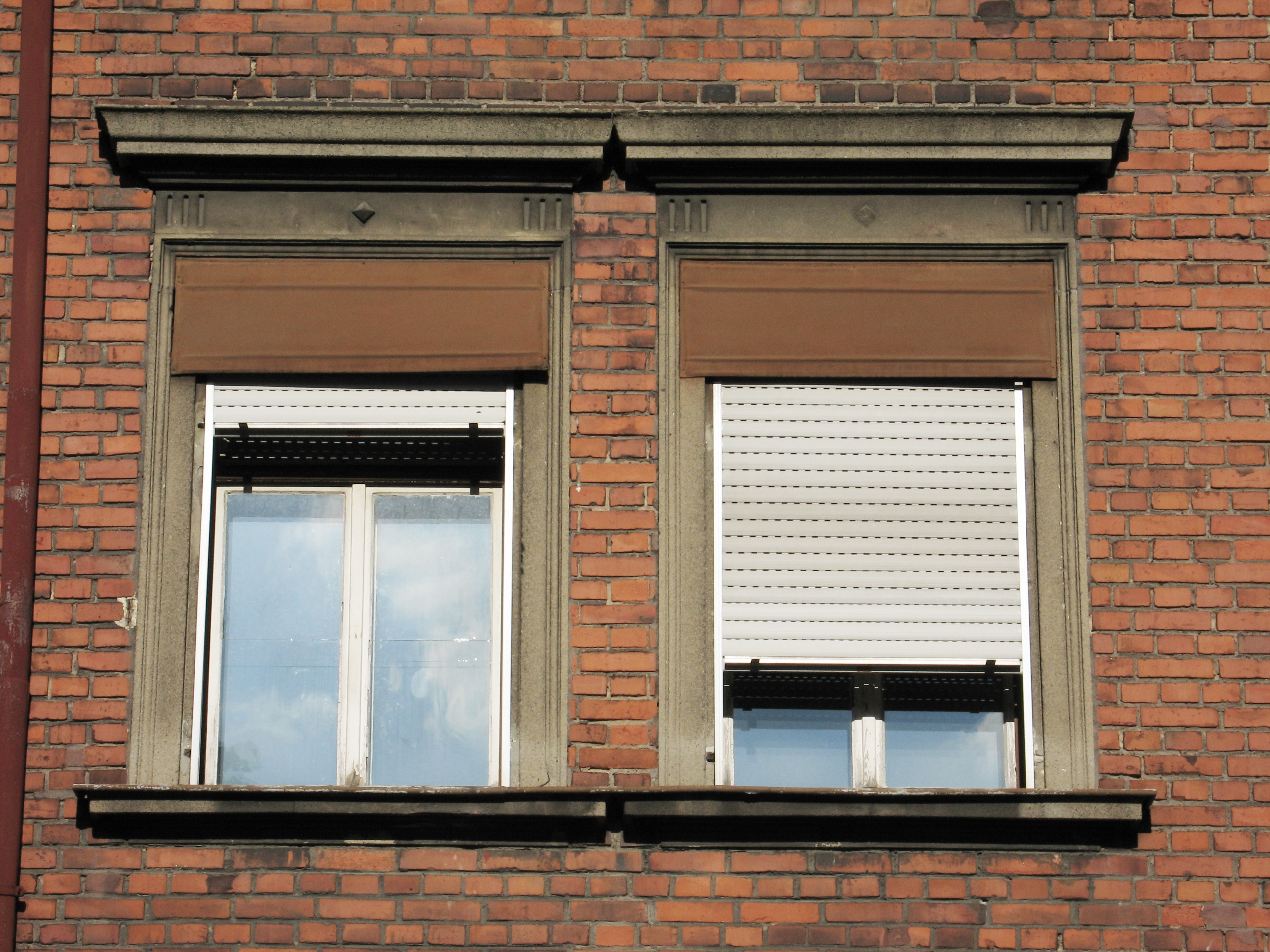
کرکره غلتکی بر روی پنجره

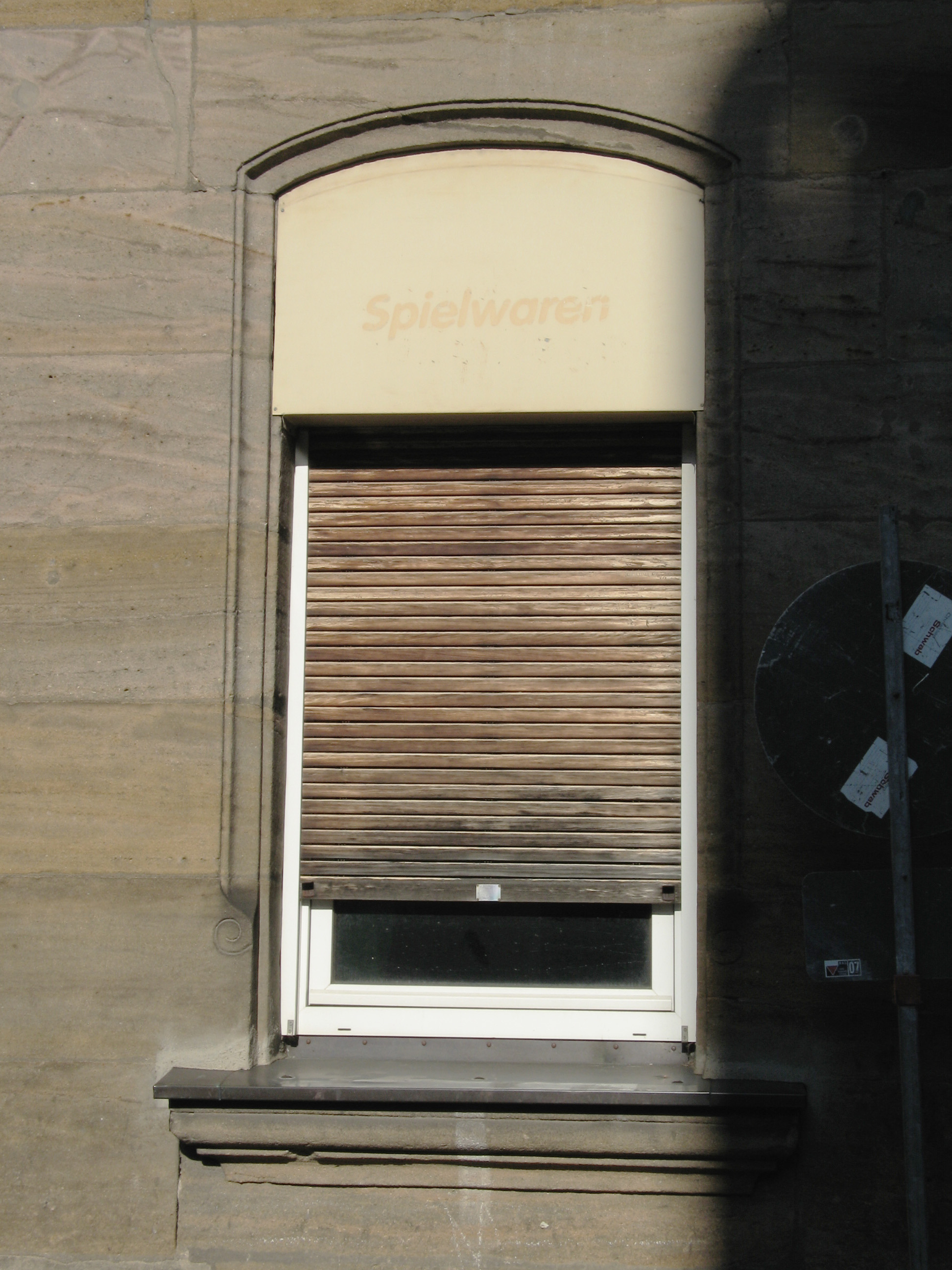

کرکره غلتکی یا به به شکل کوتاه شده کرکره دستگاهی است که از تیغه‌های افقی و به هم پیوسته ساخته شده که به دور یک گردونه در بالای دستگاه می‌چرخد. با پایین آمدن این تیغه‌ها در یا پنجره بسته و با بالا رفتن آن باز می‌شوند. در درب‌های بزرگ این کار باز و بسته شدن ممکن است با کمک موتور الکتریکی انجام گیرد. این کرکره‌ها از ساختمان در برابر باد، باران، آتش‌سوزی، و سرقت محافظت می‌کنند.

## کاربرد
کرکره غلتکی کاربردهای زیادی از جمله در وانت، گاراژ، آشپزخانه، مدارس، زندان و انبارها دارد. در برخی از نقاط جهان، کرکره‌های غلتکی از دولت‌های محلی یارانه دریافت می‌کنند. در مناطقی که غالباً در معرض هوای نامناسب قرار دارند، از کرکره غلتکی به عنوان روش عایق‌بندی استفاده می‌شود که می‌تواند از پنجره‌ها در برابر آسیب تگرگ محافظت کند و می‌تواند در برابر باد شدید مقاومت کند.

## درهای هوشمند,سامانه‌های ورود خودکار
پیشرفت‌های چشمگیر در حوزه‌ی بینایی ماشین، زمینه را برای گسترش گسترده‌ی دستگاه‌های متصل به شبکه با دوربین‌های همیشه فعال و قابلیت‌های پیشرفته‌ی تصویری فراهم کرده‌اند. اگرچه این پیشرفت‌ها می‌توانند موجب خلق طیف وسیعی از کاربردها و رابط‌های نوآورانه، از جمله درهای هوشمند شوند، اما نگرانی‌های امنیتی و حریم خصوصی پیرامون این فناوری‌ها، می‌توانند دامنه‌ی استفاده از آن‌ها را در مکان‌ها و دستگاه‌های مختلف محدود کنند.
دوربین‌های نوری می‌توانند مناسب‌ترین حسگرها برای سامانه‌ی در هوشمند باشند، اما پذیرش این فناوری ممکن است دشوار باشد، چرا که با نگرانی‌هایی درباره‌ی حفظ حریم خصوصی همراه است. تصاویر ویدیویی می‌توانند هویت افراد حاضر در صحنه را آشکار سازند و در حال حاضر، تصویربرداری و ضبط ویدیو تحت قوانین سخت‌گیرانه‌ای در سطح ملی و بین‌المللی تنظیم شده است. افزون بر آن، حملات احتمالی به کانال‌های انتقال ویدیو یا سرورهای ذخیره‌سازی، می‌توانند معضل امنیتی جدی‌ای ایجاد کنند.
ما بر این باوریم که با وجود رواج مدل‌های مبتنی بر رایانش ابری، این نباید تنها الگوی مرجع تلقی شود؛ بلکه رویکردی تازه و غیرمتمرکز ضروری است. به‌ویژه، با اتخاذ الگوی «رایانش لبه‌محور» (Edge-centric computing)، می‌توان مرزهای پردازش، داده و خدمات را از گره‌های متمرکز به پیرامون شبکه سوق داد. این رویکرد امکان پیاده‌سازی اصل «طراحی مبتنی بر حفظ حریم خصوصی» را فراهم می‌سازد، در این مدل، پردازش ویدیو در داخل دستگاه لبه انجام می‌شود و تنها نتیجه‌ی پردازش (بدون انتقال اطلاعات حساس) به سرورهای راه دور ارسال می‌گردد.
با وجود پیشرفت‌های چشمگیر در کاهش مصرف انرژی پردازش‌های درون‌برد (on-board) از طریق میکروکنترلرهای نوین و بسیار بهینه، یکی از اصلی‌ترین گلوگاه‌های مصرف انرژی، نیاز به پردازش دوره‌ای داده‌ها در سامانه‌های سنتی مبتنی بر پرسش‌گری (polling-based) است. یکی از راهکارهای کاهش حجم داده‌ی مورد نیاز برای پردازش، بهره‌گیری از پردازش مبتنی بر رویداد است؛ بدین معنا که تنها در صورت تحقق شرایط خاصی از فعالیت (نظیر حرکت در جریان ویدیو)، داده پردازش می‌شود.
هم‌زمان باید به این نکته نیز توجه داشت که فناوری‌های بینایی ماشین در حال حاضر به حدی از بلوغ رسیده‌اند که توانایی مدیریت ملاحظات حریم خصوصی را دارند. افزون بر آن، شرایط حقوقی و قانونی موجود نیز به‌شدت دقیق و سخت‌گیرانه‌اند تا از بروز هرگونه ریسک برای افراد جلوگیری شود. بنابراین، از رهگذر همگرایی میان حوزه‌های مختلف پژوهشی و تلفیق الگوها و فناوری‌های آن‌ها، امروزه می‌توان سامانه‌ی دوربین هوشمندی طراحی کرد که از منظر حریم خصوصی و اخلاقی کاملاً ایمن باشد.

## گونه‌ها
- کرکره توکار
- کرکره یکپارچه
- کرکره موتوری
- کرکره دستی